# Severo (patriarca di Aquileia)
Severo (... – Grado, 606/607) è stato un patriarca cattolico italiano, al tempo del Regno Longobardo, verso la fine del VI secolo e l'inizio del VII.

## Biografia
Severo fu eletto Patriarca di Aquileia dopo la morte di Elia e, come il predecessore, rimase fedele allo scisma tricapitolino. Mantenne la sede del Patriarcato a Grado.
Proprio nei primi mesi della sua funzione episcopale, Severo fu tradotto con forza a Ravenna dall'esarca bizantino Smaragdo e costretto a sottomettersi all'autorità del papa di Roma.
Ecco come Paolo Diacono descrive l'episodio:
(Paolo Diacono, Historia Langobardorum, III, 26)
Dopo un anno a Ravenna il patriarca e gli altri vescovi ritornarono alle loro sedi, ma
(Paolo Diacono, Historia Langobardorum, III, 26)
Nel frattempo Smaragdo era stato richiamato a Costantinopoli ed era stato sostituito dal patrizio Romano, uomo indifferente alle questioni dottrinali. Vista questa fortunata coincidenza, dieci vescovi, con a capo Severo, si riunirono in sinodo a Marano. Severo ritrattò la sua conversione all'ortodossia e, perciò, lo scisma tricapitolino fu instaurato nuovamente verso la fine del 589.
Nei primi mesi del 590 papa Pelagio II morì e, dopo alcuni mesi di vacanza, il 3 settembre divenne papa Gregorio I, il quale tra i primi atti del suo governo scrisse una lettera indirizzata a Severo. In tale lettera il papa intimava, per ordine dell'imperatore Maurizio, a Severo ed agli altri vescovi scismatici di radunarsi in sinodo a Roma per giudicare le tesi tricapitoline.
In risposta a questa ingiunzione, Severo indisse un sinodo a Grado, a cui parteciparono solo i vescovi dipendenti da Aquileia, ma sotto controllo dell'impero bizantino. Al termine del sinodo sia Severo che gli altri vescovi delle Venezie inviarono all'imperatore Maurizio una lettera di risposta, che non ci è pervenuta. Anche gli altri vescovi sotto controllo del regno longobardo si radunarono presso una località sconosciuta ed al termine inviarono all'imperatore di Bisanzio una lettera con cui spiegarono la situazione in cui operavano e i loro sentimenti e quelli della popolazione locale; terminavano la lettera con una velata minaccia di staccarsi dalla chiesa di Aquileia per unirsi alle diocesi delle Gallie.
Preoccupato delle possibili conseguenze, l'imperatore Maurizio consigliò il papa di non procedere oltre e di lasciare in pace i vescovi scismatici.